# Kompozitní řád

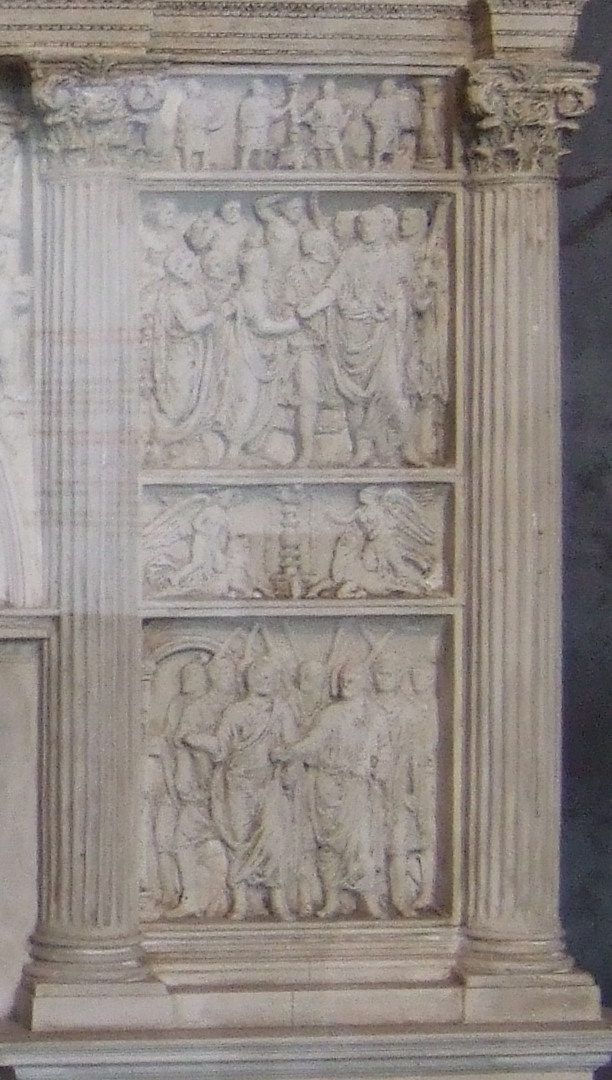
Ukázka kompozitního řádu

Kompozitní řád (jeden z architektonických sloupových řádů) původně vznikl v antickém Římě spojením korintského řádu s iónskou hlavicí.
Pravděpodobně tento řád vzniká za vlády císaře Augusta v Římě. Nejznámější příklad na veřejné stavbě vůbec je využití kompozitního řádu na Titově oblouku.

## Charakteristika
Hlavice je tvořena dvěma řadami akantů s volutami, podporujícími diagonálně vykloněné rohy abaku, vyvedené z iónského echinu.